# 科学技術恐怖症

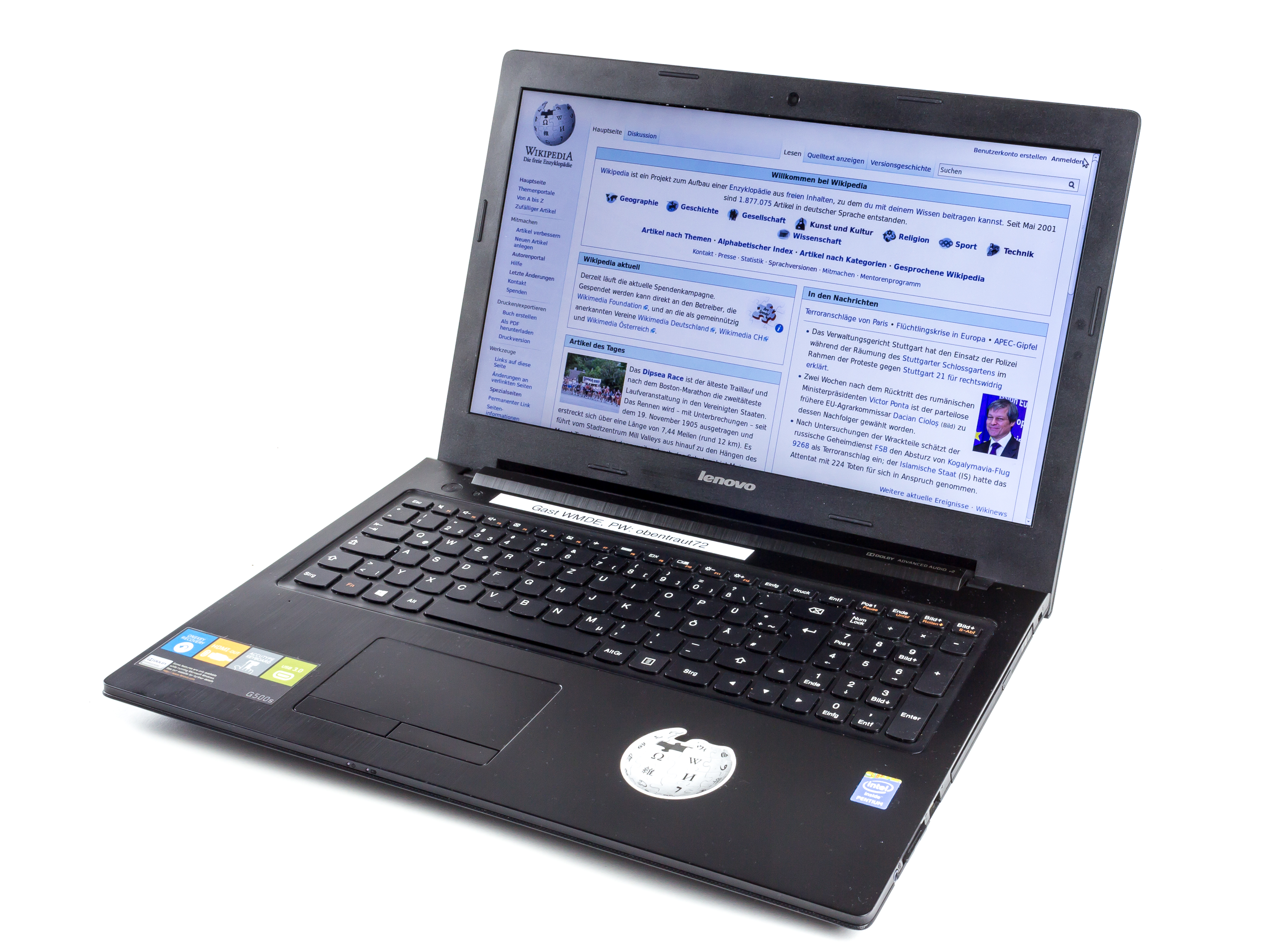
科学技術恐怖症の脅威ともいえるコンピュータ

科学技術恐怖症（かがくぎじゅつきょうふしょう）もしくはテクノフォビア（英語: Technophobia）は、先進科学技術や特にコンピューターなどの複雑な機械に対する恐怖症や嫌悪感である。語源はギリシャ語で能力、技能、工作を意味するギリシア語: τέχνη(technē)と恐れを意味するギリシア語: φόβος(phobos))。 対義語にはテクノフィリアがある。

## 概要
鉄道嫌いやガス灯嫌いなど古くから存在する。産業革命によって世界中の社会や共同体に大きく変化が起こった影響により、一部の人々が簡素で慎ましい生活を守るために、科学技術の発展に対して断固たる反対の立場を示すようになった(例:19世紀初頭のイギリスにおけるラッダイト運動) 。科学技術恐怖症の思想は「フランケンシュタイン」のような文学作品から「メトロポリス」のような映画までといった様々な作品にもみられる。それらのうちの多くの作品では科学技術の暗部を描いている。
実験心理学者で、コンピューター教育学者のカリフォルニア州立大学ドミンゲスヒルズ校教授Larry Rosenは、科学技術恐怖症の3つの下位分類として科学技術を不快に思う使用者("uncomfortable users")、認知的コンピュータ恐怖症("cognitive computerphobes")、 コンピューター不安恐怖症("anxious computerphobes")を提示している。
Computers in Human Behaviorという学術雑誌によれば、1992年から1994年に各国の大学1年生に対する調査では3,392人の学生のうち高レベルの科学技術恐怖症を抱くものは29%に上ったとされ、中でも日本人学生では58%、メキシコ人学生では53%が高レベルの科学技術恐怖症であった。2000年からの調査によれば、およそ85-90%の組織の新人労働者が新しい科学技術に対する程度の差はあれ不快感や恐怖感を示しているという。

## 日本
日本社会のテクノフォビア傾向については、戦前には寺田寅彦が『天災と国防』などで、戦後初期には坂口安吾が『続堕落論』で批判している。
戦後、一時期は科学技術をリードしていた日本がエレクトロニクス総崩れになった原因として、ジャーナリストの佐々木俊尚は、高度経済成長後の環境問題・公害問題由来のテクノロジー恐怖症が未だに尾を引き、平成時代のメディアが「テックは怖い」と言い続けたことにあるとしている。消費社会研究家の速水健朗は「新しいテクノロジーが登場した時に、一番それに対応できないのは、直前のテクノロジーを切り開いた当事者」、ジャーナリストの木村太郎は「ヨーロッパには伝統的に、新しいものが出てくると怖がる「テクノフォビア」がある。日本がこれまでにハイテク関係で失敗してきた最大の原因でもある。巻き込まれない方がいい」としている。
PISA2018では、調査国で唯一、日本の15歳生徒のノートパソコン使用率（自宅）が低下し最下位となる。2025年のStatistaの調査では日本はAIを楽しんでいる人が極端に少ない国となった。

## 関連文献
- Brosnan, M. (1998) Technophobia: The psychological impact of information technology. Routledge.
- Dan Dinello Technophobia: Science Fiction Visions of Posthuman Technology
- "Environmental History Timeline." 20 July 2008.